# Fonda (Iowa)
Fonda és una població dels Estats Units a l'estat d'Iowa. Segons el cens del 2000 tenia 648 habitants.

## Demografia
Segons el cens del 2000, Fonda tenia 648 habitants, 288 habitatges, i 160 famílies. La densitat de població era de 245,3 habitants/km².
Dels 288 habitatges en un 23,6% hi vivien nens de menys de 18 anys, en un 44,4% hi vivien parelles casades, en un 7,3% dones solteres, i en un 44,1% no eren unitats familiars. En el 41,3% dels habitatges hi vivien persones soles el 26,4% de les quals corresponia a persones de 65 anys o més que vivien soles. El nombre mitjà de persones vivint en cada habitatge era de 2,13 i el nombre mitjà de persones que vivien en cada família era de 2,89.
Per edats la població es repartia de la següent manera: un 22,8% tenia menys de 18 anys, un 4,5% entre 18 i 24, un 22,5% entre 25 i 44, un 17,7% de 45 a 60 i un 32,4% 65 anys o més.
L'edat mediana era de 45 anys. Per cada 100 dones de 18 o més anys hi havia 90,1 homes.
La renda mediana per habitatge era de 26.731 $ i la renda mediana per família de 37.500 $. Els homes tenien una renda mediana de 26.597 $ mentre que les dones 16.667 $. La renda per capita de la població era de 15.626 $. Entorn del 7,1% de les famílies i l'11,1% de la població estaven per davall del llindar de pobresa.

## Poblacions més properes
El següent diagrama mostra les poblacions més properes.